# Богуцкий, Юзеф Симеон

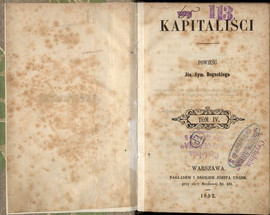
Книга Ю. Богуцкого «Kapitaliści». 1852 г.

Юзеф Симеон Богуцкий (пол. Józef Symeon Bogucki; 1816, Варшава — 23 апреля 1855, Варшава, Царство Польское, Российская империя) — польский писатель, прозаик и журналист.

## Биография
Входил в кружок молодых польских писателей-романтиков конца 1830—1840-х годов, отличавшихся талантом, юношеским пылом, демократическими симпатиями и безалаберной жизнью; их обыкновенно называют варшавской богемой или «Варшавской цыганериею», которые объединились благодаря общим настроениям протеста и сходной идейно-эстетической программе. Участвовал в собраниях литературно-журналистской группы, выражающей бунтарские настроения против существующей действительности в условиях подавления царизмом национальной свободы в Польше.
В своей творческой деятельности, в основном, подражал авторам французских романов, писал сенсационно-нравственные романы, триллеры в духе Эжена Сю и Поля де Кока, посвящённых жизни маргиналов и беднейших слоёв Варшавы, сирот и нищих. Вскрывал постыдные пороки, освещение которых замалчивалось в обществе.
Будучи журналистом, публиковал свои рассказы на страницах «Dziennik Warszawski» и «Gazeta Warszawska», показывая жизнь столицы, «отмеченную горечью поражения в ноябрьском восстании». Очерки издал в сборнике «Wizerunki społeczeństwa warszawskiego z lat 1844, 1853 i 1855».
Умер в Варшаве и похоронен на кладбище Старые Повонзки.

## Избранные произведения
- Zalotna czyli Jeden rok tajemnicy: (Повесть, 1838)
- Klementynka czyli życie sieroty (1845)
- Rodin czyli Duch na drodze pokuty: Romans alegoryczny (аллегорический роман, 1846)
- Kapitaliści (роман в 4 томах, 1851)
- Wizerunki społeczeństwa warszawskiego z lat 1844, 1853 i 1855: (рассказы, 1855)
- Tajemnice Warszawy, czyli wszeteczna żebraczka.
- Syrena zawsze zwodnicza: Portrety warszawianki w XIX wieku: Nowele i szkice (1976)